# 2541 Edebono
A 2541 Edebono (ideiglenes jelöléssel 1973 DE) a Naprendszer kisbolygóövében található aszteroida. Luboš Kohoutek fedezte fel 1973. február 27-én.